# Hochstift Brixen

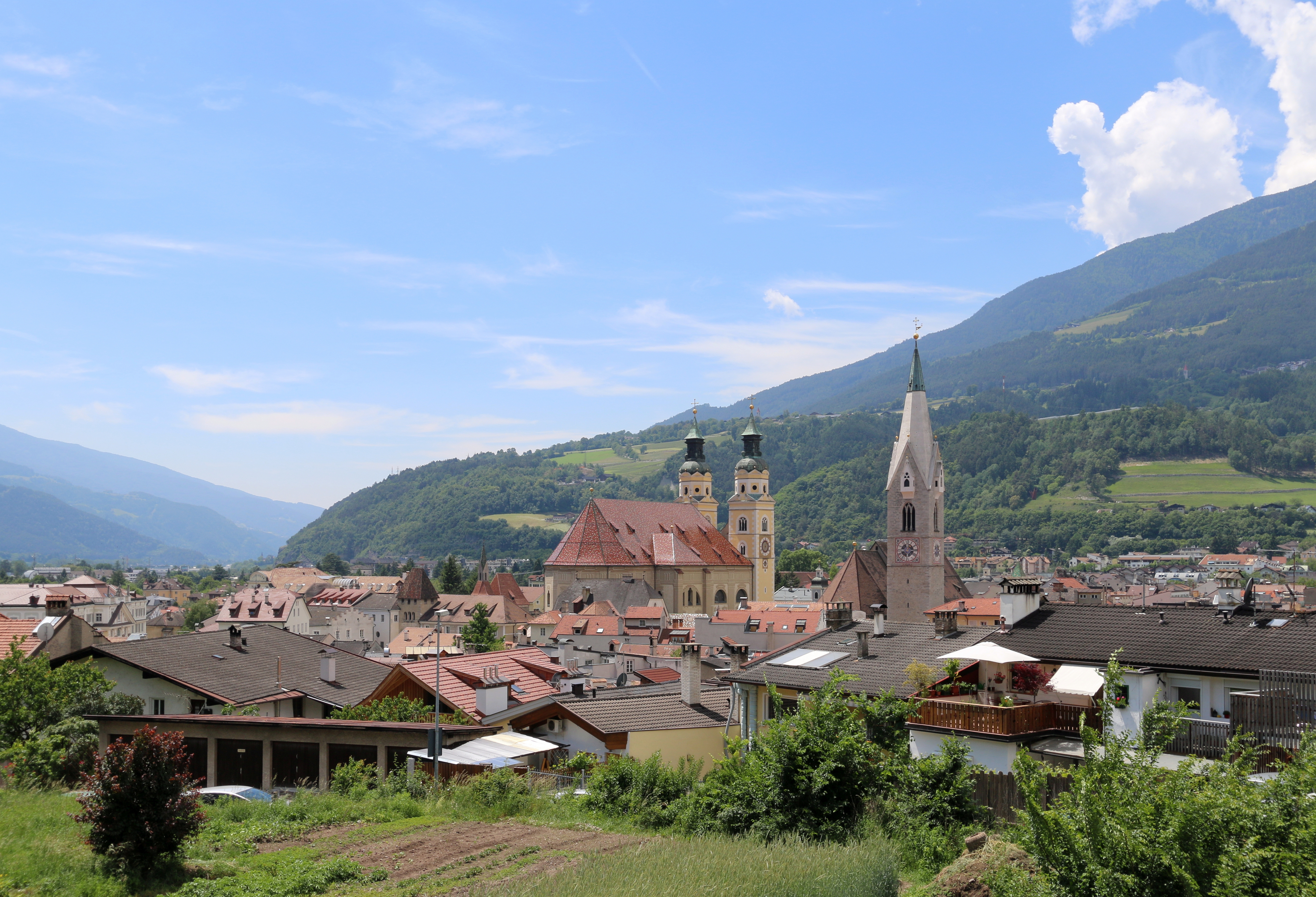
Dom Mariä Himmelfahrt in Brixen

Das Hochstift Brixen, auch Fürstbistum Brixen, war ein Territorium im Heiligen Römischen Reich. Das Hochstift gehörte zum Österreichischen Reichskreis und war bis zur Säkularisation 1803 der weltliche Herrschaftsbereich des Fürstbischofs von Brixen. Zur Geschichte des Bistums siehe Diözese Bozen-Brixen.

## Geschichte
Brixen wurde 901 in einer Schenkungsurkunde Karolinger Ludwig IV. an Bischof Zacharias von Säben als Meierhof „Prihsna“ erstmals urkundlich erwähnt. Darauf verlegte möglicherweise Bischof Albuin I. den Bischofssitz von Säben nach Brixen. Das Territorium des Hochstifts Brixen entstand ab dem 11. Jahrhundert aus verschiedenen Erwerbungen der Bischöfe von Brixen. König Konrad II. übertrug den Bischöfen 1024 die Grafschaft Norital. Darauf vertraute 1091 Kaiser Heinrich IV. dem Stift auch die Grafschaft Pustertal an. Kaiser Friedrich I. Barbarossa verlieh wichtige landesherrliche Privilege, darunter 1179 das Münzrecht sowie 1189 das Bergregal. 1236 wurde den Bischöfen von Brixen und Trient von Kaiser Friedrich II. die Landesverwaltung entzogen und kaiserlichen Beauftragten überlassen. Durch die Vergabe von Lehen verloren die Bischöfe mit der Zeit ihre Macht an deren Vögte. Die aufstrebenden Grafen von Tirol gewannen ab dem 12. Jahrhundert an Einfluss. Das schrumpfende Herrschaftsgebiet des Hochstiftes Brixen beschränkte sich im späten Mittelalter nur noch auf Ländereien in und um Brixen, Klausen und Teile des Pustertales. 
Am 23. März 1450 ernannte der Papst Nikolaus V. den deutschen Gelehrten Nikolaus von Kues zum Bischof von Brixen, der sofort Reformen einleitete. Dies brachte schnell den tirolerischen Adel gegen ihn auf. Schließlich ging der Landesfürst Siegmund von Österreich-Tirol gegen Nikolaus von Kues militärisch vor. Der Bischof musste kapitulieren und im Exil sein Amt einem Stellvertreter überlassen. Von 1525 bis 1526 kam es in Tirol zu einem landesweiten Bauernaufstand. Der damalige Bischof Sebastian Sprenz flüchtete von Innsbruck aus auf Schloss Bruneck, wo er kurze Zeit später starb. In Brixen stürmten die Rebellen die Hofburg und das Kloster Neustift. Nach der gewaltsamen Niederschlagung floh der Anführer Michael Gaismair in die Schweiz. Schließlich machte der Tiroler Landesfürst Erzherzog Ferdinand den Bauern Zugeständnisse und stellte die Ordnung wieder her. 
Der Fürstbischof von Brixen residierte in der Hofburg in Brixen und nutzte als Sommerresidenz das Schloss Velthurns. Das Hochstift Brixen besaß zwar formell die Reichsunmittelbarkeit, wurde jedoch vom Haus Habsburg als österreichischer Landstand gehalten. Als oberste Instanz übte der Fürstbischof landesherrliche Rechte aus und besaß als Reichsstand Sitz und Stimme im Reichstag.

### Säkularisation
Durch den Reichsdeputationshauptschluss 1803 säkularisiert, kamen die Fürstbistümer Brixen und Trient endgültig unter österreichische Landeshoheit, wobei sie dem österreichischen Kaiser Franz II. zufielen. Nach der Auflösung des Domkapitels von Brixen erfolgte von staatlicher Seite die Beschlagnahmung aller Kirchengüter. Der letzte Fürstbischof im eigentlichen Sinn, Karl Franz von Lodron, musste auf sein Amt als Souverän verzichten. Jedoch führten er und seine Nachfolger weiter ehrenhalber den Titel eines Fürstbischofs, verfügten aber über kein temporales Herrschaftsgebiet mehr. Als Entschädigung wurden dem Bischof von Brixen 20.000 Gulden Pension zugesprochen und die Hofburg in Brixen zur weiteren Nutzung überlassen. 
Nach dem Frieden von Pressburg fiel das Gebiet 1805 an das Königreich Bayern, das Brixen unmittelbar den Tiroler Behörden unterstellte. Infolge der Verwaltungsneugliederung Bayerns entstand auf dem Gebiet das Landgericht Brixen mit Brixen als Hauptstadt.

## Verwaltungsgliederung
Zum Hochstift Brixen gehörten zeitweise die Städte Brixen, Klausen, Bruneck und das Kloster Säben, sowie die Gerichte Salern, Lüsen, Pfeffersberg, Feldthurns, Latzfons, Verdings, Thurn an der Gader, Afers, Buchenstein, Rasen im Pustertal, Niedervintl, Albeins und Antholz.